# Plantae Delavayanae
Plantae Delavayanae (abreviado Pl. Delavay.) es un libro con descripciones botánicas que fue escrito por el botánico francés Adrien René Franchet y publicado en tres partes en los años 1889-1890.
Adrien René Franchet trabajó en el Museo Nacional de Historia Natural de Francia y se especializó en las floras de China y Japón.